# 阿久根市立三笠中学校
阿久根市立三笠中学校（あくねしりつみかさちゅうがっこう）は、鹿児島県阿久根市脇本にある市立中学校。

## 概要
阿久根市にある中学校であり、各学年2学級の学校である。（平成18年5月1日現在）

## 沿革
- 1947年（昭和22年） - 三笠村立脇本中学校として設置され、同時に隼人分校を設置する[1]。
- 1953年（昭和28年） - 三笠村が町制施行し、三笠町となったのに伴い、三笠町立三笠中学校に改称[1]。
- 1955年（昭和30年） - 三笠町が阿久根市に編入されたのに伴い、阿久根市立三笠中学校に改称。
- 1956年（昭和31年） - 隼人分校が独立し、阿久根市立隼人中学校が設置される[1]。
- 1986年（昭和61年） - 阿久根市立隼人中学校を統合する。

## 通学区域
- 脇本小学校校区 全体
- 折多小学校校区 一部